# Entosthodon subpallescens
Entosthodon subpallescens är en bladmossart som beskrevs av Lazarenko 1938. Entosthodon subpallescens ingår i släktet koppmossor, och familjen Funariaceae. Inga underarter finns listade i Catalogue of Life.